# Atamaría
Atamaría är en ort i Spanien.   Den ligger i provinsen Murcia och regionen Murcia, i den sydöstra delen av landet, 400 km sydost om huvudstaden Madrid. Atamaría ligger 98 meter över havet och antalet invånare är 30 000.
Terrängen runt Atamaría är kuperad åt sydväst, men norrut är den platt. Havet är nära Atamaría söderut.  Närmaste större samhälle är Cartagena, 15,8 km väster om Atamaría. 